# Primeiro-ministro da Ossétia do Sul
O Primeiro-Ministro da República da Ossétia do Sul é o Chefe de Governo de fato da República parcialmente reconhecida da Ossétia do Sul, que é parte de jure da Geórgia. A lista dos primeiros-ministros de fato da República da Ossétia do Sul está listada abaixo.

## Lista de Primeiros-Ministros da Ossétia do Sul
| Nome                                     | Início do Mandato      | Fim do Mandado         |
| ---------------------------------------- | ---------------------- | ---------------------- |
| Oleg Dzherikhanoviche Teziev             | 28 de novembro de 1991 | Setembro de 1993       |
| Gerasimo Georgieviche Khugaev            | Outubro de 1993        | Maio de 1994           |
| Felix Mikhailoviche Zasseev              | 1994                   | 1995                   |
| Vladislav Nikolaeviche Gabaraev          | 1995                   | 25 de setembro de 1996 |
| Valeri Nikolaeviche Khubulov (interino)  | 25 de setembro de 1996 | 2 de dezembro de 1996  |
| Alexander Apollonoviche Shavlokhov       | 2 de dezembro de 1996  | Agosto de 1998         |
| Merab Iliich Chigoev                     | Agosto de 1998         | 6 de junho de 2001     |
| Leonid Kharitonoviche Tibilov (interino) | 6 de junho de 2001     | 14 de junho de 2001    |
| Dmitri I. Sanakoev                       | 14 de junho de 2001    | 19 de dezembro de 2001 |
| Gerasimo Georgievicho Khugaev            | 19 de dezembro de 2001 | 13 de agosto de 2003   |
| Eduard Dzhabeeviche Kokoiti (interino)   | 14 de agosto de 2003   | 17 de setembro de 2003 |
| Igor Viktoroviche Sanakoev               | 17 de setembro de 2003 | Maio de 2005           |
| Zurab Revazoviche Kokoev (interino)      | Maio de 2005           | 5 de julho de 2005     |
| Yuri Ionoviche Morozov                   | 5 de julho de 2005     | 18 de agosto de 2008   |
| Boris Eliozoviche Chochiev (interino)    | 18 de agosto de 2008   | 22 de outubro de 2008  |
| Aslanbek Soltanoviche Bulatsev           | 22 de outubro de 2008  | 3 de agosto de 2009    |
| Vadim Vladimiroviche Brovtsev            | 5 de agosto de 2009    | 26 de abril de 2012    |
| Rostislav Erastoviche Khugaev            | 26 de abril de 2012    | 20 de janeiro de 2014  |
| Domenti Sardionoviche Kulumbegov         | 20 de janeiro de 2014  | 16 de maio de 2017     |
| Eric Georgieviche Pukhaev                | 16 de maio de 2017     | 29 de agosto de 2020   |
| Gennadi Borisoviche Bekoev               | 29 de agosto de 2020   | 20 de junho de 2022    |
| Konstantin Hasanoviche Jussoev           | 20 de junho de 2022    | Atualidade             |